# Riemannsches Integral
Das riemannsche Integral (auch Riemann-Integral) ist eine nach dem deutschen Mathematiker Bernhard Riemann benannte Methode zur Präzisierung der anschaulichen Vorstellung des Flächeninhaltes zwischen der {\displaystyle x}-Achse und dem Graphen einer Funktion. Der riemannsche Integralbegriff gehört neben dem allgemeineren lebesgueschen zu den beiden klassischen der Analysis. In vielen Anwendungen werden nur Integrale von stetigen oder stückweise stetigen Funktionen benötigt. Dann genügt der etwas einfachere, aber weniger allgemeine Begriff des Integrals von Regelfunktionen.
Das dem riemannschen Integral zugrundeliegende Konzept besteht darin, den gesuchten Flächeninhalt mit Hilfe des leicht zu berechnenden Flächeninhalts von Rechtecken anzunähern. Man geht dabei so vor, dass man in jedem Schritt zwei Familien von Rechtecken so wählt, dass der Funktionsgraph „zwischen“ ihnen liegt. Indem man sukzessive die Anzahl der Rechtecke erhöht, erhält man mit der Zeit eine immer genauere Annäherung des Funktionsgraphen durch die zu den Rechtecken gehörenden Treppenfunktionen. Entsprechend lässt sich der Flächeninhalt zwischen dem Graphen und der {\displaystyle x}-Achse durch die Flächeninhalte der Rechtecke approximieren.

## Definitionen
Es gibt im Wesentlichen zwei gängige Verfahren zur Definition des Riemann-Integrals:
- das Jean Gaston Darboux zugeschriebene Verfahren mittels Ober- und Untersummen und
- Riemanns ursprüngliches Verfahren mittels Riemann-Summen.

Die beiden Definitionen sind äquivalent: Jede Funktion ist genau dann im darbouxschen Sinne integrierbar, wenn sie im riemannschen Sinne integrierbar ist; in diesem Fall stimmen die Werte der beiden Integrale überein. In typischen Analysis-Einführungen, vor allem in der Schule, wird heute weitgehend die Darbouxsche Formulierung zur Definition benutzt. Riemannsche Summen treten oft als weiteres Hilfsmittel hinzu, etwa zum Beweis des Hauptsatzes der Integral- und Differenzialrechnung.

### Ober- und Untersummen
Dieser Zugang wird meist Jean Gaston Darboux zugeschrieben.

Untersumme (grün) und Obersumme (grün plus lavendel) für eine Zerlegung in vier Teilintervalle

Das Integrationsintervall wird hierbei in kleinere Stücke zerlegt, der gesuchte Flächeninhalt zerfällt dabei in senkrechte Streifen. Für jeden dieser Streifen wird nun einerseits das größte Rechteck betrachtet, das von der {\displaystyle x}-Achse ausgehend den Graphen nicht schneidet (im Bild grün), und andererseits das kleinste Rechteck, das von der {\displaystyle x}-Achse ausgehend den Graphen ganz umfasst (im Bild jeweils das grüne Rechteck zusammen mit der grauen Ergänzung darüber). Die Summe der Flächeninhalte der großen Rechtecke wird als Obersumme, die der kleinen als Untersumme bezeichnet. Kann man durch geeignete, ausreichend feine Unterteilung des Integrationsintervalles den Unterschied zwischen Ober- und Untersumme beliebig klein machen, so gibt es nur eine Zahl, die kleiner oder gleich jeder Obersumme und größer oder gleich jeder Untersumme ist, und diese Zahl ist der gesuchte Flächeninhalt, das riemannsche Integral.
Für die mathematische Präzisierung seien im Folgenden {\displaystyle [a,b]} ein Intervall und {\displaystyle f\colon [a,b]\to \mathbb {R} } eine beschränkte Funktion.
Unter einer Zerlegung {\displaystyle Z} von {\displaystyle [a,b]} in {\displaystyle n} Teile versteht man eine endliche Folge {\displaystyle x_{0},x_{1},\dotsc ,x_{n}} mit {\displaystyle a=x_{0}<x_{1}<\dotsb <x_{n}=b}. Dann werden die zu dieser Zerlegung gehörende Ober- und Untersumme definiert als
{\displaystyle O(Z):=\sum _{k=1}^{n}(x_{k}-x_{k-1})\cdot \sup _{x_{k-1}\leq x\leq x_{k}}f(x),}
{\displaystyle U(Z):=\sum _{k=1}^{n}(x_{k}-x_{k-1})\cdot \inf _{x_{k-1}\leq x\leq x_{k}}f(x).}
Die Funktion wird dabei durch die Treppenfunktionen angenähert, die auf jedem Teilintervall konstant gleich dem Supremum beziehungsweise Infimum der Funktion auf diesem Intervall ist.

Bei einer feineren Unterteilung wird die Obersumme kleiner und die Untersumme größer

Bei einer Verfeinerung der Zerlegung wird die Obersumme kleiner, die Untersumme größer (oder sie bleiben gleich). Einer „unendlich feinen“ Zerlegung entsprechen also Infimum der Obersummen sowie Supremum der Untersummen; diese werden als oberes beziehungsweise unteres darbouxsches Integral von {\displaystyle f} bezeichnet:
{\displaystyle {\overline {\int _{a}^{b}}}f(x)\,\mathrm {d} x:=\inf _{Z}O(Z):=\inf {\big \{}O(Z):Z{\mbox{ ist Zerlegung von }}[a,b]{\big \}},}
{\displaystyle {\underline {\int _{a}^{b}}}f(x)\,\mathrm {d} x:=\sup _{Z}U(Z):=\sup {\big \{}U(Z):Z{\mbox{ ist Zerlegung von }}[a,b]{\big \}}.}
Es werden also jeweils alle möglichen Zerlegungen {\displaystyle Z} des Intervalls in eine beliebige endliche Anzahl von Teilintervallen betrachtet.
Es gilt stets
{\displaystyle {\underline {\int _{a}^{b}}}f(x)\,\mathrm {d} x\leq {\overline {\int _{a}^{b}}}f(x)\,\mathrm {d} x.}

Beispiel der Zerlegung eines Intervalls [a,b] in n=8 Teile (Obersumme lila und Untersumme orange)

Gilt Gleichheit, so heißt {\displaystyle f} Riemann-integrierbar (oder Darboux-integrierbar), und der gemeinsame Wert
{\displaystyle \int _{a}^{b}f(x)\,\mathrm {d} x:={\underline {\int _{a}^{b}}}f(x)\,\mathrm {d} x={\overline {\int _{a}^{b}}}f(x)\,\mathrm {d} x}
heißt das riemannsche Integral (oder Darboux-Integral) von {\displaystyle f} über dem Intervall {\displaystyle [a,b]}.

### Riemann-Summen
Der obige Zugang zum Riemann-Integral über Ober- und Untersummen stammt, wie dort beschrieben, nicht von Riemann selbst, sondern von Jean Gaston Darboux. Riemann untersuchte zu einer Zerlegung {\displaystyle Z=\{a=x_{0},x_{1},\dotsc ,x_{n}=b\}} des Intervalls {\displaystyle [a,b]} und zu {\displaystyle Z} gehörigen Zwischenstellen {\displaystyle t_{i}\in [x_{i-1},x_{i}](i=1,\dotsc ,n)} Summen der Form
{\displaystyle S(f,Z,t_{1},\dotsc ,t_{n})=\sum _{i=1}^{n}f(t_{i})(x_{i}-x_{i-1}),}

Geometrische Veranschaulichung der riemannschen Zwischensummen (orange Rechtecke). Es gilt für die gezeigte Zerlegung

die auch als Riemann-Summen oder riemannsche Zwischensummen bezüglich der Zerlegung {\displaystyle Z} und den Zwischenstellen {\displaystyle t_{1},\dotsc ,t_{n}} bezeichnet werden. Riemann nannte eine Funktion {\displaystyle f} über dem Intervall {\displaystyle [a,b]} integrierbar, wenn sich die Riemann-Summen bezüglich beliebiger Zerlegungen unabhängig von den gewählten Zwischenstellen einer festen Zahl {\displaystyle A} beliebig nähern, sofern man die Zerlegungen {\displaystyle Z} nur hinreichend fein wählt. Die Feinheit einer Zerlegung {\displaystyle Z} wird dabei über die Länge des größten Teilintervalls {\displaystyle [x_{i-1},x_{i}]}, das durch {\displaystyle Z} gegeben ist, gemessen, also durch die Zahl:
{\displaystyle \mu (Z)=\max\{x_{i}-x_{i-1}:i=1,\dotsc ,n\}.}
Die Zahl {\displaystyle A} ist dann das Riemann-Integral von {\displaystyle f} über {\displaystyle [a,b]}. Ersetzt man die Veranschaulichungen „hinreichend fein“ und „beliebig nähern“ durch eine präzise Formulierung, so lässt sich diese Idee wie folgt formalisieren.
Eine Funktion {\displaystyle f\colon [a,b]\rightarrow \mathbb {R} } heißt über dem Intervall {\displaystyle [a,b]} Riemann-integrierbar, wenn es zu einer festen Zahl {\displaystyle A} und zu jedem {\displaystyle \varepsilon >0} ein {\displaystyle \delta >0} gibt, so dass für jede Zerlegung {\displaystyle Z} mit {\displaystyle \mu (Z)<\delta } und für beliebige zu {\displaystyle Z} gehörige Zwischenstellen {\displaystyle t_{1},\dotsc ,t_{n}}
{\displaystyle |S(f,Z,t_{1},\dotsc ,t_{n})-A|<\varepsilon }
gilt. Die Zahl {\displaystyle A} heißt dann das Riemann-Integral von {\displaystyle f} über {\displaystyle [a,b]} und man schreibt dafür
{\displaystyle A=\int _{a}^{b}f\quad } oder {\displaystyle \quad \displaystyle A=\int _{a}^{b}f(x)\;\mathrm {d} x}.
Die Funktion {\displaystyle f} ist dann beschränkt, was bei der Darboux´schen Definition vorab vorausgesetzt werden musste.

## Eigenschaften
Zur Berechnung von Riemann-Integralen greift man oft implizit auf den folgendes Satz zurück:
Ist {\displaystyle f\colon [a,b]\to \mathbb {R} } eine Funktion und gibt es eine Folge {\displaystyle \left(Z_{n}\right)} von Zerlegungen des Intervalls, so dass die zugehörige Folge von Untersummen und die zugehörige Folge von Obersummen gegen denselben Grenzwert konvergieren, so gilt: {\displaystyle f} ist Riemann-integrierbar und das Riemann-Integral von {\displaystyle f} über {\displaystyle [a,b]} ist gleich diesem gemeinsamen Grenzwert.

## Beispielrechnungen
Zur Berechnung des Integrals
{\displaystyle \int _{0}^{1}x^{2}\,\mathrm {d} x}
mithilfe von Ober- und Untersummen wird das Integrationsintervall {\displaystyle [0,1]} in {\displaystyle n} gleiche Teile der Länge {\textstyle {\frac {1}{n}}} zerlegt. Da im {\displaystyle k}-ten Teilintervall der größte Funktionswert {\textstyle \left({\frac {k}{n}}\right)^{2}}ist, beträgt die Obersumme dieser Zerlegung
{\displaystyle O(Z)=\sum _{k=1}^{n}\left({\frac {k}{n}}\right)^{2}{\frac {1}{n}}={\frac {1}{n^{3}}}\sum _{k=1}^{n}k^{2}.}
Die Summe der ersten {\displaystyle n} Quadratzahlen beträgt {\textstyle {\frac {n(n+1)(2n+1)}{6}}}. Hiermit folgt
{\displaystyle O(Z)={\frac {(n+1)(2n+1)}{6n^{2}}}={\frac {1}{3}}+{\frac {1}{2n}}+{\frac {1}{6n^{2}}}.}
Auf ähnliche Weise erhält man für die Untersumme dieser Zerlegung
{\displaystyle U(Z)={\frac {1}{3}}-{\frac {1}{2n}}+{\frac {1}{6n^{2}}}.}
Für {\displaystyle n\to \infty }  (d. h. für immer feinere Zerlegungen) streben die Untersummen von unten und die Obersummen von oben gegen den gemeinsamen Grenzwert {\textstyle {\frac {1}{3}}}. Also ist
{\displaystyle \int _{0}^{1}x^{2}\,\mathrm {d} x={\frac {1}{3}}.}

## Riemann-Integrierbarkeit

### Lebesgue-Kriterium
Eine auf einem kompakten Intervall {\displaystyle [a,b]} beschränkte Funktion {\displaystyle f} ist nach dem Lebesgue'schen Kriterium für Riemann-Integrierbarkeit genau dann auf {\displaystyle [a,b]} Riemann-integrierbar, falls sie auf diesem Intervall fast überall stetig ist. Falls die Funktion Riemann-integrierbar ist, so ist sie auch Lebesgue-integrierbar und beide Integrale sind identisch.
Insbesondere ist über einem kompakten Intervall jede Regelfunktion, jede monoton wachsende oder monoton fallende Funktion und jede stetige oder stückweise stetige Funktion Riemann-integrierbar.

### Beispiele
Die Funktion {\displaystyle f\colon [0,1]\to [0,1]} mit
{\displaystyle f(x)={\begin{cases}1&~{\text{falls}}~x=0\\{\frac {1}{q}}&~{\text{falls}}~x={\frac {r}{q}}~{\text{mit}}~r,q\in \mathbb {N} ~{\text{teilerfremd}}\\0&~{\text{falls}}~x\in \mathbb {R} \setminus \mathbb {Q} \end{cases}}}
ist stetig in allen irrationalen Zahlen und unstetig in allen rationalen Zahlen. Die Menge der Unstetigkeitsstellen liegt zwar dicht im Definitionsbereich, da diese Menge aber abzählbar ist, ist sie eine Nullmenge. Die Funktion ist damit Riemann-integrierbar.
Die Dirichlet-Funktion {\displaystyle g\colon [0,1]\to [0,1]} mit
{\displaystyle g(x)={\begin{cases}1&~{\text{falls}}~x\in \mathbb {Q} \\0&~{\text{falls}}~x\in \mathbb {R} \setminus \mathbb {Q} \end{cases}}}
ist nirgendwo stetig, sie ist also nicht Riemann-integrierbar. Sie ist aber Lebesgue-integrierbar, da sie fast überall Null ist.
Die Funktion {\displaystyle h\colon [-1,1]\to [0,1]} mit
{\displaystyle h(x)={\begin{cases}1&~{\text{falls}}~x\in \{{\frac {1}{n}}\mid n\in \mathbb {N} \}\\0&~{\text{sonst}}~\end{cases}}}
hat abzählbar viele Unstetigkeitsstellen, ist also Riemann-integrierbar. Bei Null existiert der rechtsseitige Grenzwert nicht. Die Funktion hat dort daher eine Unstetigkeitsstelle der zweiten Art. Die Funktion ist somit keine Regelfunktion, das heißt, sie lässt sich nicht gleichmäßig durch Treppenfunktionen approximieren. Das Riemann-Integral erweitert also das Integral, das über den Grenzwert von Treppenfunktionen von Regelfunktionen definiert ist.

## Verallgemeinerungen des Riemann-Integrals

### Uneigentliche Riemann-Integrale
Als uneigentliche Riemann-Integrale bezeichnet man:
- Integrale mit den Intervallgrenzen {\displaystyle -\infty } oder {\displaystyle \infty }; dabei ist

{\displaystyle \int _{a}^{\infty }f(x)\,\mathrm {d} x=\lim _{\beta \to \infty }\int _{a}^{\beta }f(x)\,\mathrm {d} x},
{\displaystyle \int _{-\infty }^{b}f(x)\,\mathrm {d} x=\lim _{\alpha \to -\infty }\int _{\alpha }^{b}f(x)\,\mathrm {d} x} und
{\displaystyle \int _{-\infty }^{\infty }f(x)\,\mathrm {d} x=\int _{-\infty }^{a}f(x)\,\mathrm {d} x+\int _{a}^{\infty }f(x)\,\mathrm {d} x} mit beliebigem  {\displaystyle a\in \mathbb {R} .}
- Integrale mit unbeschränkten Funktionen in einer der Intervallgrenzen; dabei ist

{\displaystyle \int _{a}^{b}f(x)\,\mathrm {d} x=\lim _{\varepsilon \searrow 0}\int _{a+\varepsilon }^{b}f(x)\,\mathrm {d} x} bzw. {\displaystyle \displaystyle \int _{a}^{b}f(x)\,\mathrm {d} x=\lim _{\varepsilon \searrow 0}\int _{a}^{b-\varepsilon }f(x)\,\mathrm {d} x.}

### Mehrdimensionales riemannsches Integral
Das mehrdimensionale Riemann-Integral basiert auf dem Jordan-Maß. Sei {\displaystyle \mu _{n}} das n-dimensionale Jordan-Maß und sei {\displaystyle E\subset \mathbb {R} ^{n}} eine Jordan-messbare Teilmenge. Außerdem sei {\displaystyle \tau =(E_{i})_{i=0}^{k}} eine endliche Folge von Teilmengen von {\displaystyle E} mit {\displaystyle \textstyle \bigcup \nolimits _{i=0}^{k}E_{i}=E} und {\displaystyle \mu _{n}(E_{i}\cap E_{j})=0} für {\displaystyle i\neq j} und sei weiter {\displaystyle \textstyle \operatorname {diam} (A)=\sup _{a,b\in {\overline {A}}}^{\,}(\|a-b\|)} die Funktion, welche die maximale Distanz in einer Menge {\displaystyle A} zurückgibt. Setze nun
{\displaystyle \delta _{\tau }=\max _{i=0,\dotsc ,k}\left(\operatorname {diam} (E_{i})\right)=\max _{i=0,\dotsc ,k}\left(\sup _{a,b\in {\overline {E_{i}}}}^{\,}(\|a-b\|)\right)}.
Sei {\displaystyle f\colon E\to \mathbb {R} } eine Funktion, dann heißt die Summe
{\displaystyle \rho _{\tau }(f,\xi ^{(0)},\dotsc ,\xi ^{(k)})=\sum _{i=0}^{k(\delta _{\tau })}f(\xi ^{(i)})\mu _{n}(E_{i})}
riemannsche Zerlegung der Funktion {\displaystyle f}.
Existiert der Grenzwert
{\displaystyle \lim _{\delta _{\tau }\to 0}\rho _{\tau }(f,\xi ^{(0)},\dotsc ,\xi ^{(k)})=\lim _{\delta _{\tau }\to 0}\sum _{i=0}^{k(\delta _{\tau })}f(\xi ^{(i)})\mu _{n}(E_{i})},
so ist die Funktion {\displaystyle f} Riemann-integrierbar und man setzt
{\displaystyle \int _{E}f(x)\mathrm {d} x=\lim _{\delta _{\tau }\to 0}\sum _{i=0}^{k(\delta _{\tau })}f(\xi ^{(i)})\mu _{n}(E_{i})}.
Dieser Integralbegriff hat die gewöhnlichen Eigenschaften eines Integrals, die Integralfunktion ist linear und es gilt der Satz von Fubini.

### Birkhoff-Integral
Eine Verallgemeinerung des Riemann-Integrals für Banachraum-wertige Funktionen stellt das Birkhoff-Integral dar. Dieses verallgemeinert insbesondere den Zugang über Riemann-Summen.